# متیو مونتکورت
 متیو مونکور (انگلیسی: Mathieu Montcourt؛ ۴ مارس ۱۹۸۵ – ۶ ژوئیهٔ ۲۰۰۹) یک تنیس‌باز اهل فرانسه بود. 